# Korte Ouderkerkerbrug
De Korte Ouderkerkerbrug (brug 1962) is een fiets- en voetgangersbrug gelegen in de wijk Overamstel aan de rechter Amsteloever in Amsterdam-Oost.
De brug overspant de Duivendrechtsevaart en verbindt het westelijke gedeelte van de Korte Ouderkerkerdijk, direct na de Zuidergasfabriekbrug (brug 311) waar het fietspad begint, met de Joan Muyskenweg waarbij het fietspad naast de weg onder de Utrechtsebrug doorgaat en overgaat in de Jan Vroegopsingel.
De brug met de op en afritten kent een bochtig verloop en heeft een vrij hoog hellingspercentage op de overspanning. Vanaf de Korte Ouderkerkerdijk gaat het tracé met een flauwe meanderende bocht naar links en daarna met een scherpe bocht naar rechts en na de overspanning over de Duivendrechtsevaart weer met een scherpe bocht naar rechts en dan weer met een flauwe meanderende bocht naar links.
De brug zelf steunt op een tweetal V-vormige pilaren in de Duivendrechtsevaart en is voorzien van lichtmasten. De scheepvaart, die tussen de pilaren in moet varen, wordt door middel van een waarschuwingsbord gewezen op het feit dat het een doodlopende vaarweg is. 
De brug maakt deel uit van de fietsroute van Amsterdam langs de rechter Amsteloever richting Ouderkerk aan de Amstel. In april 2018 vernoemde de gemeente de brug tot Korte Ouderkerkerbrug.

<<< · 1900 · 1901 · 1902 · 1904 · 1906 · 1907 · 1908 · 1909 · 1910 · 1911 · 1913 · 1914 · 1915 · 1916 · 1917 · 1919 · 1920 · 1922 · 1923 · 1925 · 1927 · 1929 · 1930 · 1931 · 1932 · 1933 · 1935 · 1936 · 1937 · 1938 · 1939 · 1940 · 1941 · 1942 · 1944 · 1945 · 1946 · 1947 · 1948 · 1949 · 1950 · 1951 · 1952 · 1953 · 1954 · 1955 · 1956 · 1957 · 1958 · 1959 · 1960 · 1961 · 1962 · 1963 · 1964 · 1965 · 1966 · 1967 · 1968 · 1969 · 1970 · 1971 · 1972 · 1973 · 1974 · 1975 · 1976 · 1977 · 1978 · 1979 · 1980 · 1981 · 1982 · 1983 · 1984 · 1985 · 1986 · 1987 · 1988 · 1989 · 1990 · 1991 · 1992 · 1993 · 1994 · 1995 · 1996 · 1997 · 1998 · 1999 · >>>
Brugnummers 1903, 1905, 1912, 1918, 1921, 1924, 1926, 1928, 1934, 1943 zijn niet (meer) in gebruik (januari 2021)